# Hugo I. ze Champagne
Hugo I. ze Champagne (francouzsky Hugues I de Champagne, 1074 – 14. června 1126 Palestina) byl hrabě ze Champagne a Troyes, příslušník templářského řádu, mecenáš cisterciáckého řádu a přítel Bernarda z Clairvaux.

## Život
Byl třetím synem hraběte Theobalda z Blois a po matce držel titul hraběte ze Bar-sur-Aube a Vitry. Po smrti bezdětného staršího bratra Oda roku 1093 zdědil hrabství Troyes. Sjednocením těchto tří panství vzniklo jádro hrabství Champagne. Touto dobou se také poprvé oženil. Jeho ženou se stala Konstancie, dcera krále Filipa. Jediný syn zemřel a roku 1103 si Hugo zvolil za svého budoucího dědice Theobalda, mladšího syna svého bratra Štěpána. 25. prosince 1104 došlo v Soissons kvůli údajnému příbuzenství k anulaci Hugova manželství.
Do Svaté země se Hugo vydal poprvé roku 1104 a pobýval tam do roku 1107. Roku 1114 se znovu vydal na východ. Zřejmě v této době daroval novému cisterciáckému řádu pozemky, na nichž vznikl klášter Clairvaux. Zdá se, že během těchto výprav byl v hraběcí družině jeho vazal Hugo z Payens, zakladatel a budoucí první velmistr templářského řádu.
Po návratu do Champagne v roce 1116 se hrabě několik let věnoval správě hrabství. Roku 1124 se společně se synovcem Theobaldem ze Champagne účastnil obrany francouzského království před invazí anglického krále Jindřicha Beauclerca a jeho spojence německého císaře Jindřicha V. O rok později hrabě Hugo jako čerstvý příslušník templářského řádu převedl, bez ohledu na syna, hrabství Champagne na svého synovce Theobalda, opustil svou druhou ženu a odešel definitivně do Svaté země. Bernard z Clairvaux želel tehdy jeho ztráty, ale popřál mu ke změně postavení a k tomu, že se z hraběte stal chudákem. V červnu roku 1126 Hugo ve Svaté zemi zemřel.